# Coupe intercontinentale 1960
La Coupe intercontinentale 1960 est la première édition de la Coupe intercontinentale de football. Elle oppose le club espagnol du Real Madrid CF, vainqueur de la Coupe des clubs champions européens 1959-1960 aux Uruguayens du Club Atlético Peñarol, vainqueur de la Copa Libertadores 1960.
La confrontation se divise en deux matchs aller et retour. Une victoire vaut 2 points, un match nul 1 point et une défaite 0 point. Le match aller se déroule au stade Centenario de Montevideo, et est dirigé par l'arbitre argentin José Luis Praddaude. Les deux équipes ne se départagent pas, se quittant sur le score de 0-0. Le match retour, qui a lieu au stade Santiago Bernabéu de Madrid sous l'arbitrage de l'Anglais Ken Aston, est remporté par les Madrilènes sur le score de 5-1. Le Real Madrid, menant 3-1 aux points, remporte ainsi la première Coupe intercontinentale de l'histoire. En 2017, le Conseil de la FIFA a reconnu avec document officiel (de jure) tous les champions de la Coupe intercontinentale avec le titre officiel de clubs de football champions du monde, c'est-à-dire avec le titre de champions du monde FIFA, initialement attribué uniquement aux gagnantsles de la Coupe du monde des clubs FIFA.

## Feuilles de match
| Titulaires : |  |
| |  |
| Luis Maidana William Martínez Milton Alves da Silva (en) Santiago Pino (de) Néstor Gonçálvez Wálter Aguerre (de) Luis Cubilla Carlos Linazza (de) Juan Hohberg Alberto Spencer Carlos Borges \ |  |
| Entraîneur : |  |
| Roberto Scarone \ |  |

| Titulaires : |  |
| |  |
| Rogelio Domínguez Marquitos José Santamaría Pachín José María Vidal José María Zárraga Canário Luis del Sol Alfredo Di Stéfano Ferenc Puskás Manuel Bueno \ |  |
| Entraîneur : |  |
| Miguel Muñoz |  |

| Titulaires : |  |
| |  |
| Luis Maidana William Martínez Milton Alves da Silva (en) Santiago Pino (de) Néstor Gonçálvez Wálter Aguerre (de) Luis Cubilla Carlos Linazza (de) Juan Hohberg Alberto Spencer Carlos Borges \ |  |
| Entraîneur : |  |
| Roberto Scarone \ |  |

| Titulaires : |  |
| |  |
| Rogelio Domínguez Marquitos José Santamaría Pachín José María Vidal José María Zárraga Canário Luis del Sol Alfredo Di Stéfano Ferenc Puskás Manuel Bueno \ |  |
| Entraîneur : |  |
| Miguel Muñoz |  |

| Titulaires : |  |
| |  |
| Rogelio Domínguez Marquitos José Santamaría Pachín José María Vidal José María Zárraga Herrera Luis del Sol Alfredo Di Stéfano Ferenc Puskás Francisco Gento |  |
| Entraîneur : |  |
| Miguel Muñoz |  |

| Titulaires : |  |
| |  |
| Luis Maidana Francisco Majewski (en) William Martínez Milton Alves da Silva (en) Santiago Pino (de) Wálter Aguerre (de) Luis Cubilla Carlos Linazza (de) Juan Hohberg Alberto Spencer Carlos Borges |  |
| Entraîneur : |  |
| Roberto Scarone |  |

| Titulaires : |  |
| |  |
| Rogelio Domínguez Marquitos José Santamaría Pachín José María Vidal José María Zárraga Herrera Luis del Sol Alfredo Di Stéfano Ferenc Puskás Francisco Gento |  |
| Entraîneur : |  |
| Miguel Muñoz |  |

| Titulaires : |  |
| |  |
| Luis Maidana Francisco Majewski (en) William Martínez Milton Alves da Silva (en) Santiago Pino (de) Wálter Aguerre (de) Luis Cubilla Carlos Linazza (de) Juan Hohberg Alberto Spencer Carlos Borges |  |
| Entraîneur : |  |
| Roberto Scarone |  |